# Arqueta (mueble)

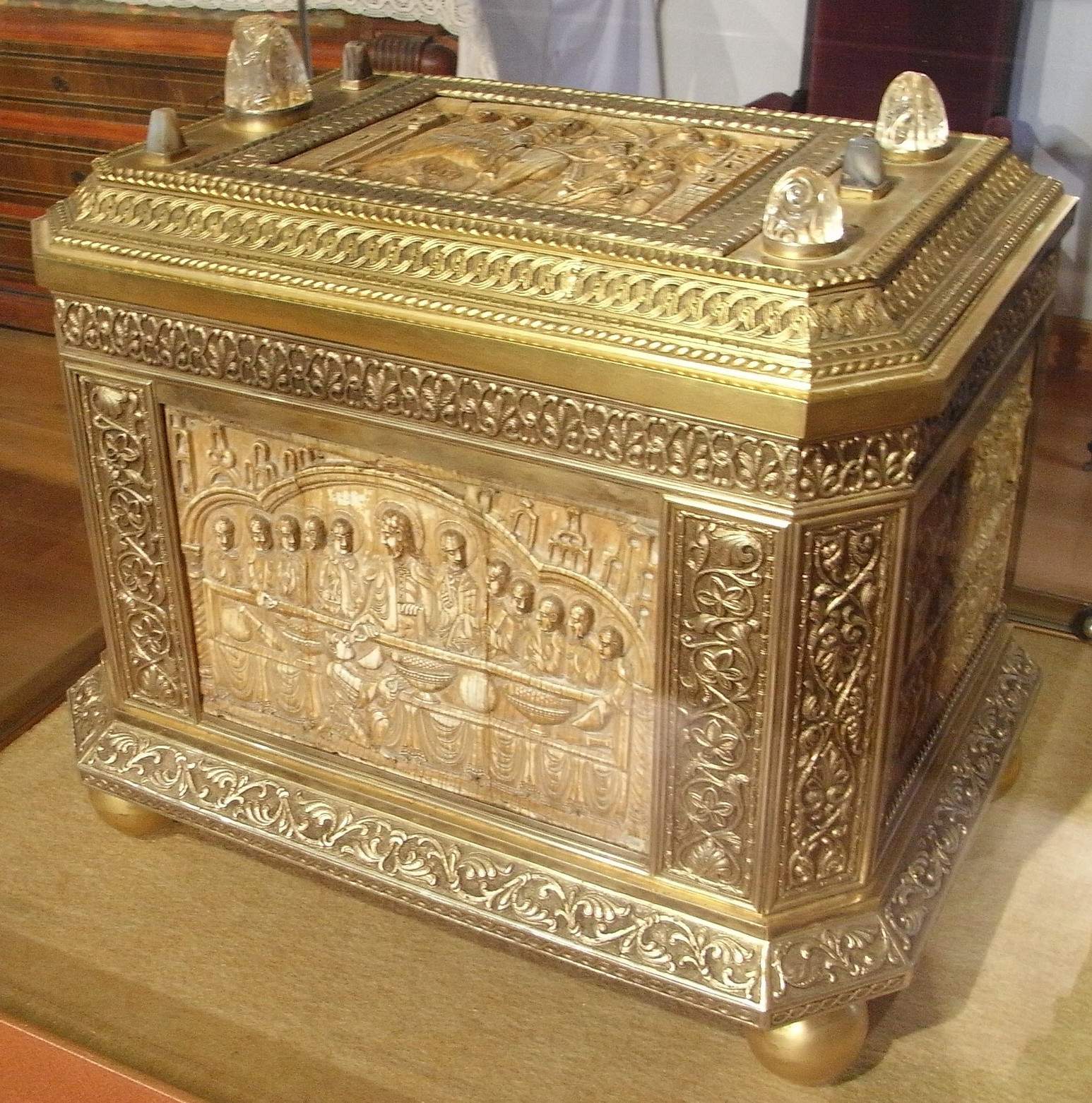
Arqueta de San Felices en el monasterio de San Millán

La arqueta es un tipo de mueble en forma de caja cerrada que se destina a guardar objetos.
Su cubierta se presenta de ordinario plana o inclinada a dos vertientes. Si la tiene forma poligonal o de tumba (pirámide truncada) se llama arqueta tumbada que es propia del estilo árabe. Las arquetas, al ser de cortas dimensiones, carecen ordinariamente de pies o son finos y muy cortos y sirven para guardar joyas y otros aderezos. Por ello, son muebles de gabinetes interiores más bien que de salones.
Las arquetas al igual que los cofrecillos tienen forma cilíndrica, de cofre y de arca y se construyen ordinariamente de marfil, de metales preciosos, de cobre dorado y esmaltado o de maderas finas, casi siempre adornadas con relieves, pinturas o incrustaciones artísticas. Se han hallado de madera pintada y en forma de féretro, de nave y de sencilla caja en las antiguas tumba egipcias con destino a contener figurillas funerarias.
De la Edad Media se conocen y conservan preciosas arquetas de todos los estilos:
- bizantinas y arábigas en forma de bote cilíndrico o de cajita prismática con cubierta primamidal truncada, hechas comúnmente de marfil, con exteriores relieves propios del respectivo estilo
- románicas, de bronce o cobre esmaltado o bien de madera, con placas de metal o de marfil ordinariamente en forma cuadrangular y con cubierta a dos vertientes
- góticas, también de marfil o madera, recubierta de plata repujada y de formas poligonales o rectangulares, con asa
- renacentistas, con variadísimas formas, abundando las de cajita cilíndrica u ovalada.

Destacan, entre otras, las siguientes:
- la arqueta de San Isidoro. Siglo XI. Se encuentra en la basílica de San Isidoro de León.
- la arqueta arábigo-bizantina del Monasterio de Silos, siglo XI
- la de estilo árabe-persa de la catedral de Pamplona, año 1005
- la arábigo-hispana, de Cuenca que perteneció a la catedral de Valencia, forrada de cuero dorado y cubierta de placas de marfil calado y de cobre con esmaltes, del siglo XI
- otra arábigo-persa y del mismo siglo procedente de San Isidoro de León, de madera con incrustaciones de marfil

Si las arquetas tienen carácter religioso equivalen a relicarios.

## Galería

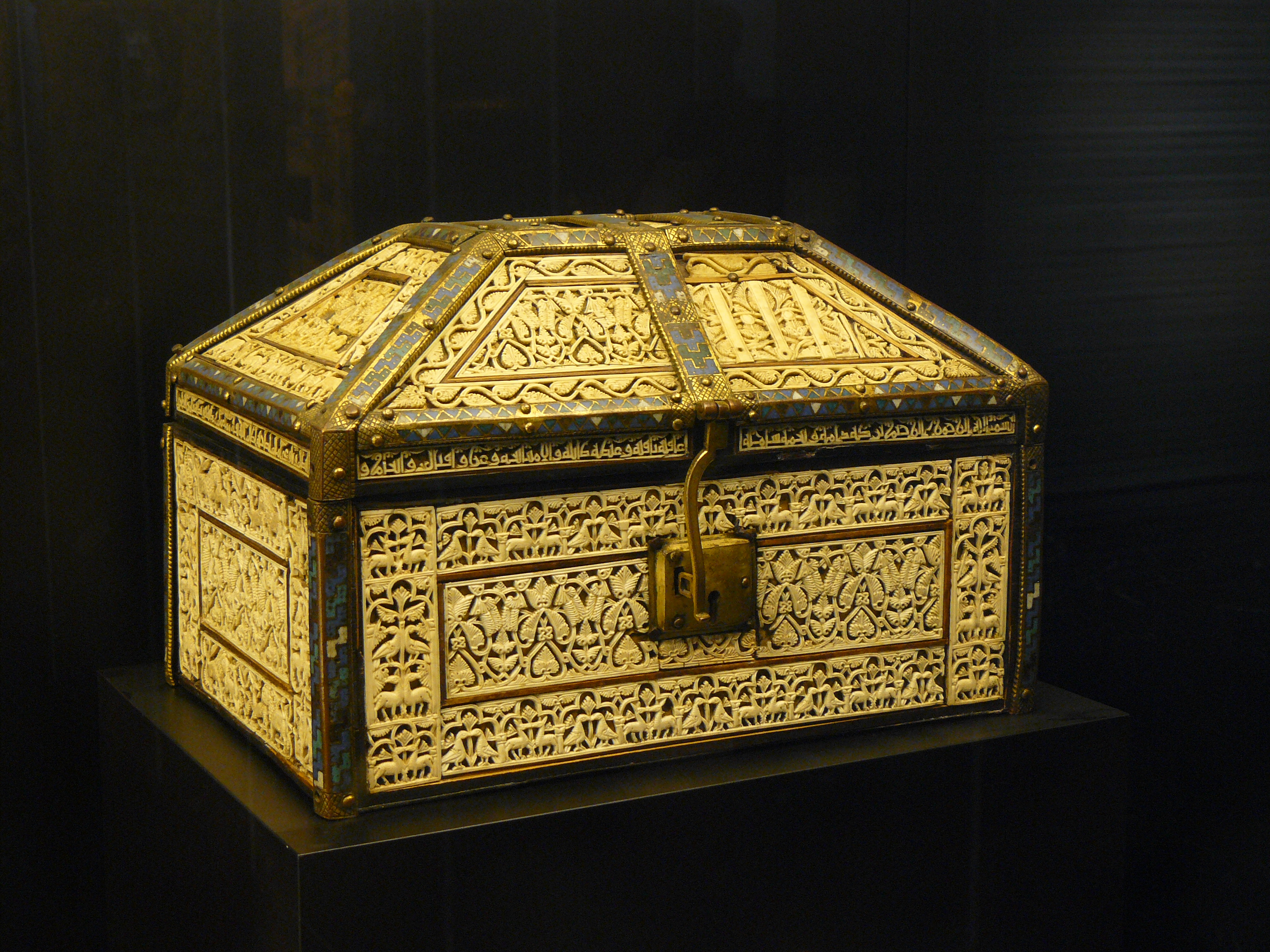
Arqueta de marfil
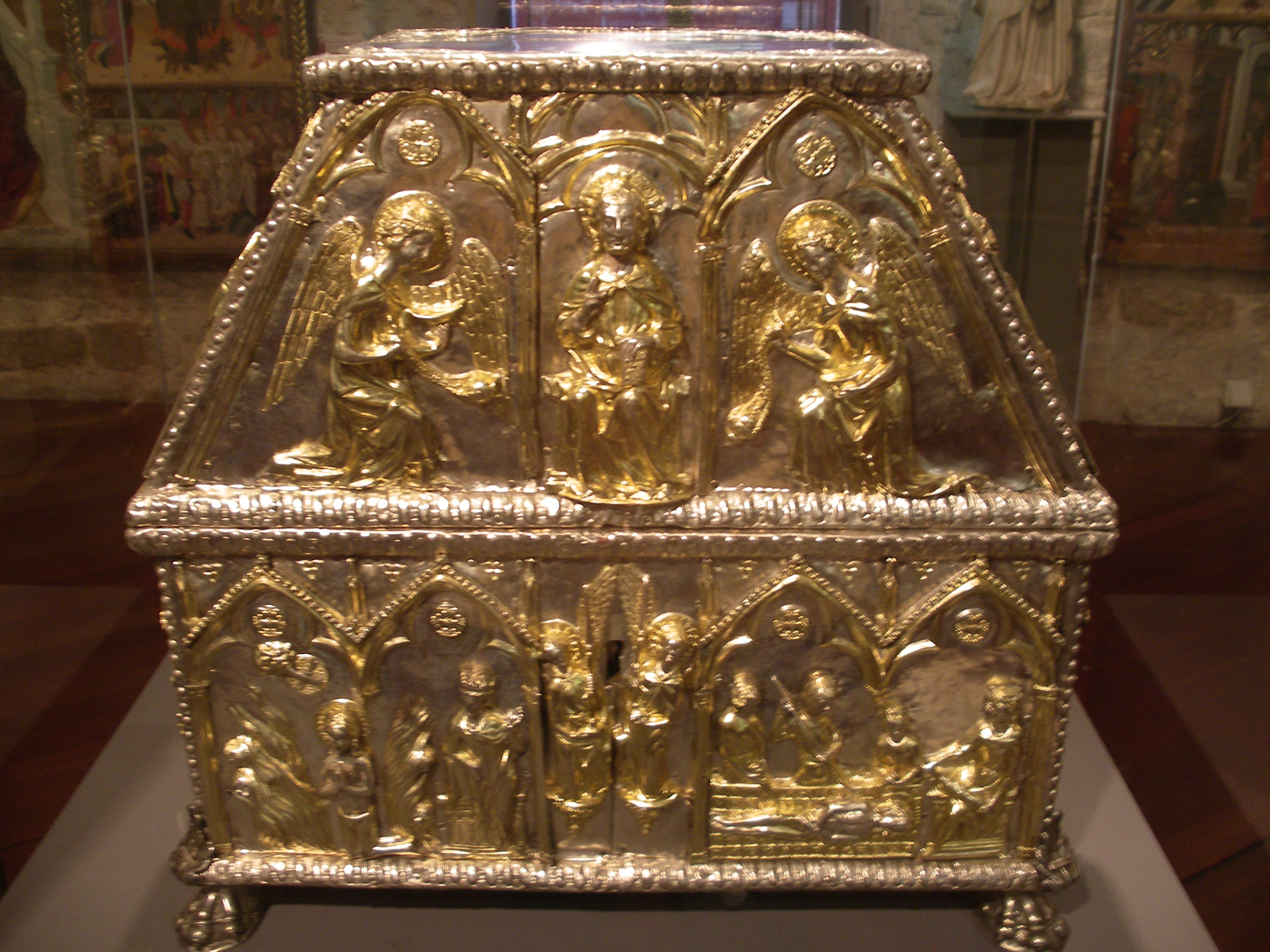
Arqueta de Sant Cugat, obra de orfebrería del s. XIII
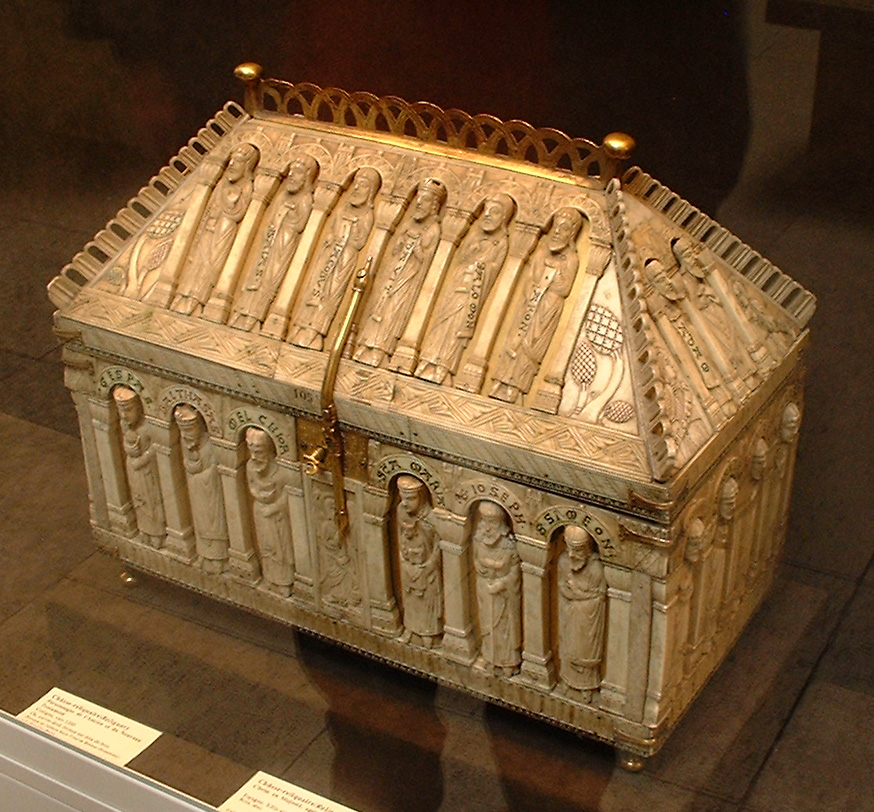
Arqueta tallada del s. XIII
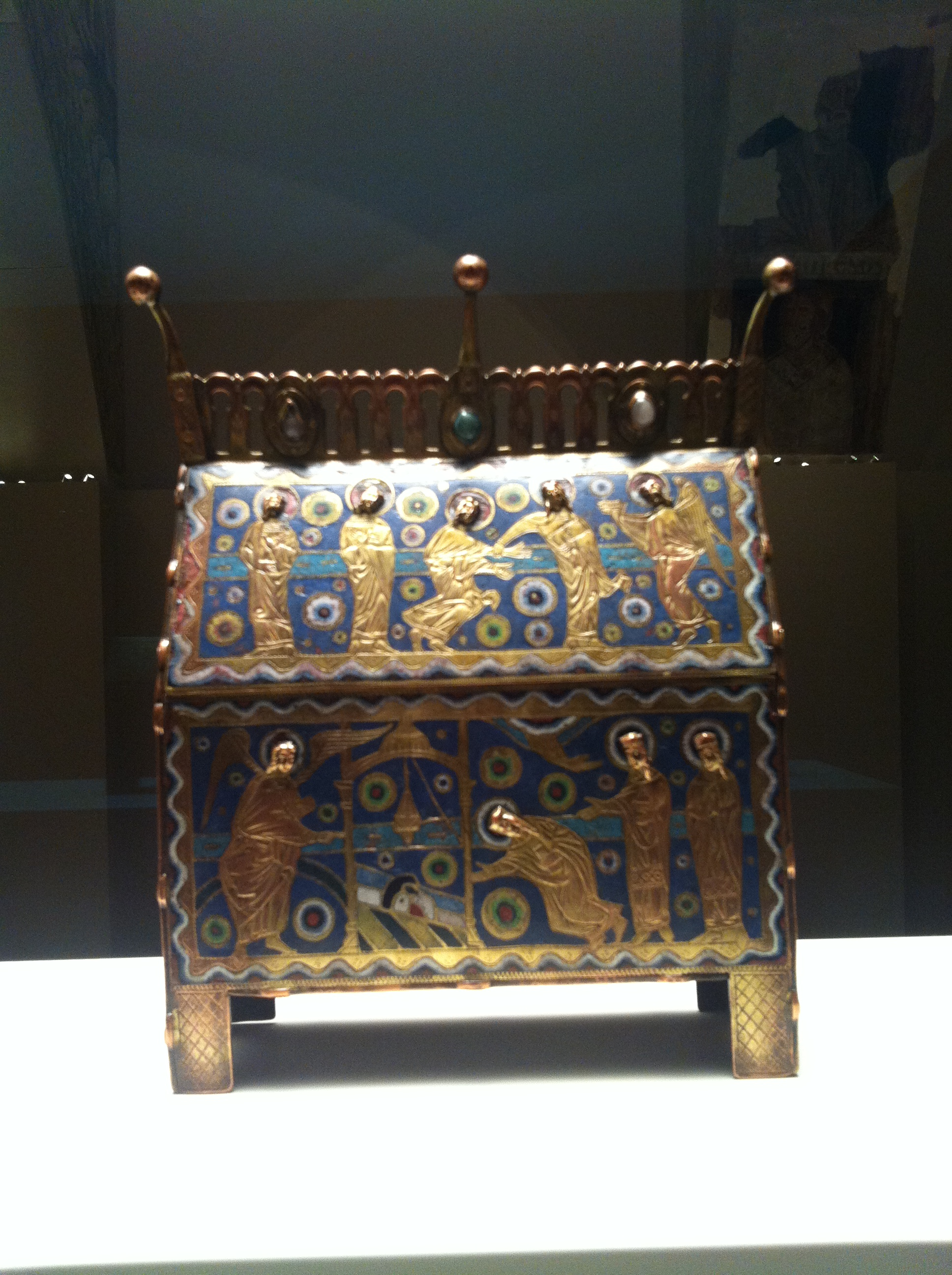
Arqueta de cobre esmaltado
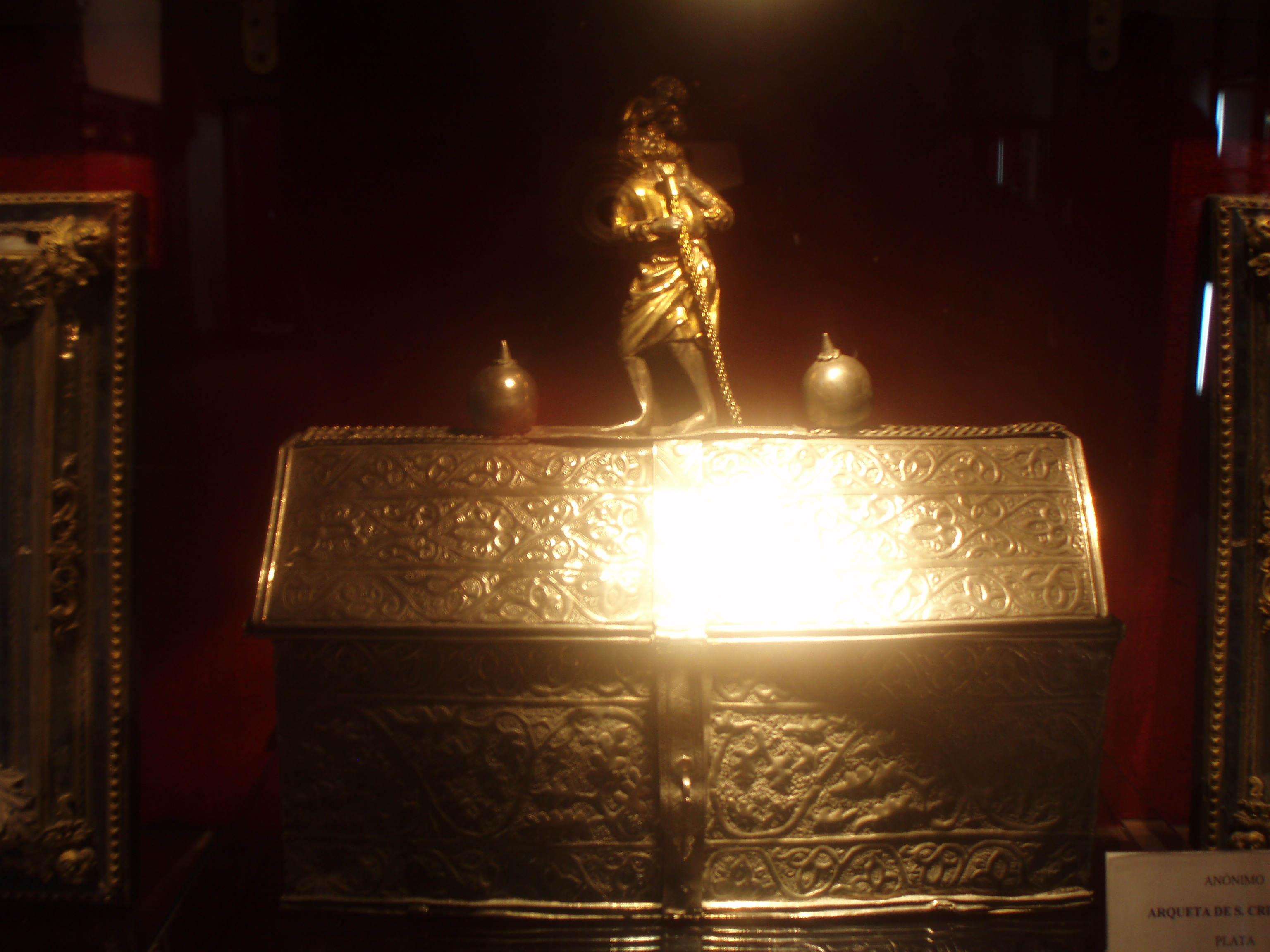
Arqueta de San Cristóbal de la Catedral de Astorga